# Lecanicillium
Lecanicillium — рід грибів. Назва вперше опублікована 2001 року.

## Поширення та середовище існування
Належить до ентомопатогенних грибів. До роду відносять відомий патоген комах Lecanicillium lecanii, що раніше мав назву Verticillium lecanii, і вражає Coccidae. Комахи заражаються, коли контактують з липкими спорами грибка, які потім проростають в організм і їхні внутрішні органи споживаються грибом, що призводить до загибелі комахи.

## Практичне використання
На базі різних видів виготовляють близько 15 інсектецидів. Біологічні пестициди на основі Lecanicillium зараз продаються як «Mycotal» (тепер Lecanicillium muscarium) та «Vertalec» (зараз Lecanicillium longisporum). Інші продукти на основі цих грибів були розроблені для використання сільському господарстві: олійних рослинах, сої, декоративних рослинах та овочах.